# Almagest

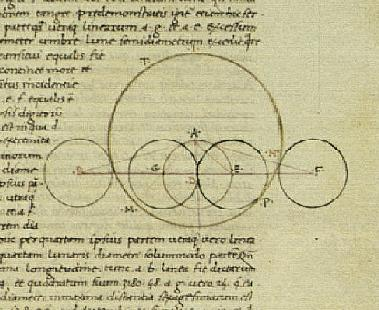
Fragment strony tłumaczenia łacińskiego Almagestu

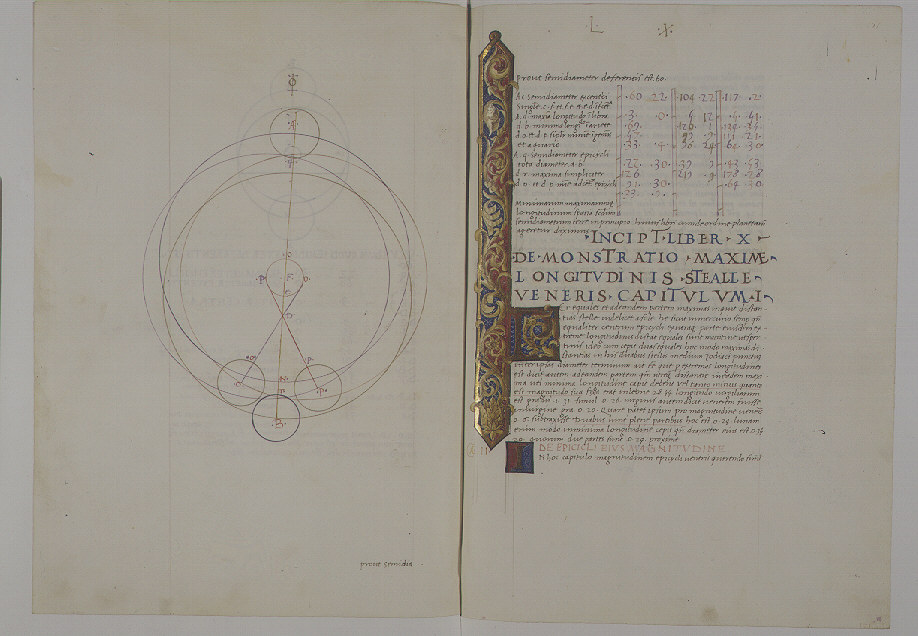
Księga X po lewej deferent i epicykl Merkurego, po prawej informacje o dystansie Ziemia – Merkury

Almagest (gr. μαθηματική σύνταξις, arab. ‏المجسطي‎), zwany też Mathematike Syntaxis, Mathematikes Sýntaxeos (Matematyczny zbiór), Megále Sýntaxis (Wielki zbiór), Megae syntaxis tes astronomia (Wielka rozprawa astronomiczna); jeden z tłumaczy (Al-Hadżdżadż) nazwał go Kitab al-Midżisti, stąd wziął się tytuł Almagest – dzieło Klaudiusza Ptolemeusza napisane ok. roku 140, zawierające kompendium ówczesnej wiedzy astronomicznej, matematyczny wykład astronomii geocentrycznej.

## 13 ksiągAlmagestu
Almagest jest największym zabytkiem starogreckiej wiedzy astronomicznej i kanonem wiedzy astronomicznej, aż do czasów upadku teorii geocentrycznej.
Dzieło obejmuje 13 ksiąg. Ptolemeusz bazował głównie na teoriach i ustaleniach poprzedników – przede wszystkim Hipparcha i obserwacjach astronomów babilońskich i aleksandryjskich.
Jest to pełny wykład astronomii matematycznej opartej na podstawowym założeniu, że Ziemia stanowi środek Wszechświata, a Słońce, Księżyc, planety i gwiazdy krążą wokół niej.
W poszczególnych księgach omówiona jest następująca tematyka:
| Księga     | Tematyka |
| ---------- | --- |
| I          | Krótki wstęp filozoficzny z odniesieniem do nauki Arystotelesa oraz wykład trygonometrii ułatwiający zrozumienie pracy |
| II         | Opis wschodów i zachodów gwiazd, długości dnia i inne, podstawowe zagadnienia astronomii sferycznej                    |
| III        | Opis teorii ruchu Słońca                                                                                               |
| IV         | Opis modelu ruchu Księżyca                                                                                             |
| V          | Opis odległości Ziemia – Księżyc i rozmiarów Ziemi, Słońca i Księżyca oraz paralaksy – słonecznej i księżycowej        |
| VI         | Opis teorii zaćmień Słońca i Księżyca                                                                                  |
| VII i VIII | Katalog 1022 gwiazd |
| IX         | Ogólny opis ruchu planet ze szczególnym uwzględnieniem ruchów Merkurego                                                |
| X          | Wyznaczenie parametrów orbit Wenus i Marsa                                                                             |
| XI         | Wyznaczenie parametrów orbit Jowisza i Saturna                                                                         |
| XII        | Opis zakreślanych przez planety pętli na tle gwiazd (ruch wsteczny, stanowiska i największe elongacje)                 |
| XIII       | Próba opisu ruchów planet w szerokości ekliptycznej                                                                    |

## Charakterystyka zawartości
Intencją Almagestu jest opisanie matematycznej teorii ruchu planet na sferze niebieskiej i możliwość wykorzystania jej do precyzyjnego obliczenia położenia dowolnej planety w dowolnym momencie. Ptolemeusz użył skomplikowanego systemu deferentów, epicyklów i ekwantów, ale nie traktował ich jako rzeczywistych, lecz jako teoretyczne. Fizyczną teorię budowy świata przy użyciu wszystkich elementów opisał w innym, krótkim dziele – Hypotyposes (Założenia).
W Almageście znajduje się krótki wykład trygonometrii płaskiej i sferycznej, a po nim następuje opis teorii ruchu Słońca, który jest wzorowany na teorii Hipparcha, oraz opis teorii ruchu Księżyca, wzbogacony przez Ptolemeusza o odkrycie nieregularności tego ruchu. Kolejne księgi zawierają katalog ponad tysiąca gwiazd stałych. Jest on rozszerzeniem niezachowanego katalogu Hipparcha. Ptolemeusz podzielił gwiazdy na sześć klas według ich jasności. Najjaśniejsze gwiazdy zostały opisane jako pierwszej wielkości, a najsłabsze widoczne okiem nieuzbrojonym – szóstej wielkości. Następne księgi zawierają szczegółowy opis rozbudowanych teorii ruchu planet oparty na wcześniejszych założeniach – również Hipparcha, wzbogacony o nowe rozwiązania – ekwant i teorię szerokości.

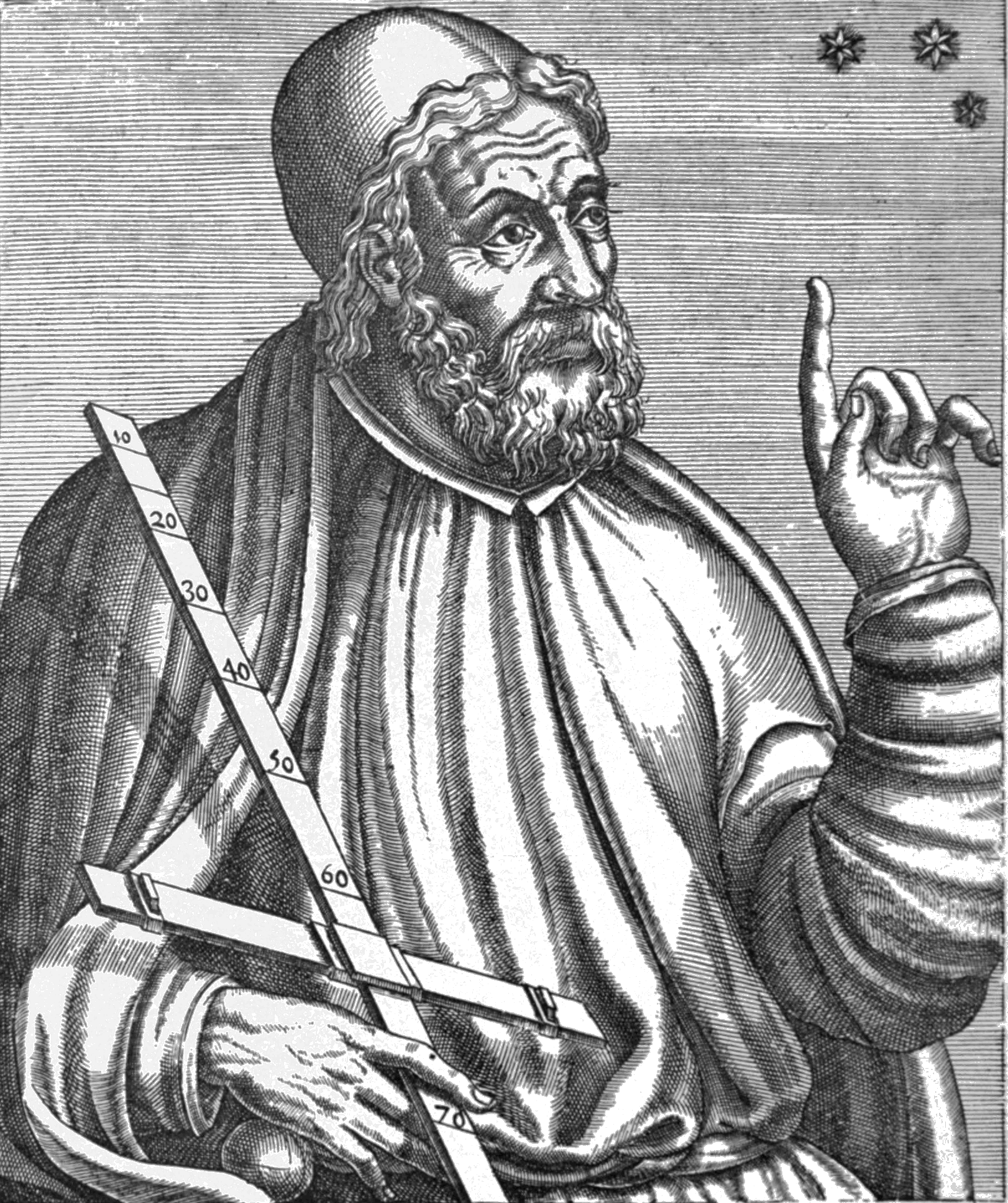
Klaudiusz Ptolemeusz, autor Almagestu na średniowiecznej rycinie

## Almagestw Europie
Almagest dotarł do Europy w IX wieku po uprzednim przetłumaczeniu z języka greckiego na język arabski. Przekładu z języka arabskiego na łacinę dokonał w XII wieku Gerard z Kremony. Tłumaczenie to było obarczone licznymi błędami powstałymi w procesie kilkukrotnych przekładów. W Europie Zachodniej pojawiły się także pochodzące z Bizancjum kopie Almagestu w oryginalnym, greckim tekście. Astronomowie z tzw. szkoły wiedeńskiej – Georg von Peurbach i Regiomontanus – podjęli próbę poprawnego przekładu. Zrealizowali jednak tylko opracowanie streszczenia Almagestu w Epitoma in Almagestum Ptolemaei, wydane drukiem w 1496 w Wenecji.
W 1515 również w Wenecji ukazało się pierwsze wydanie Almagestu przetłumaczonego z greki na łacinę przez Gerarda z Kremony, a w 1538 wydano Almagest w Bazylei, w greckim oryginale, wraz z komentarzem Teona z Aleksandrii.
Mikołaj Kopernik miał w swojej bibliotece dwa egzemplarze Almagestu: wydanie weneckie z 1515, oraz wydanie bazylejskie z 1538, które otrzymał w darze od Jerzego Joachima Retyka w 1539. Oba egzemplarze zachowały się. W czasie najazdów szwedzkich zostały zrabowane i wywiezione do Uppsali, gdzie przechowywane są w bibliotece uniwersyteckiej. Na ich kartach (a zwłaszcza na wydaniu weneckim) jest wiele odręcznych notatek (marginaliów) Kopernika.
Almagest nie został wydany w języku polskim – tłumaczenie na angielski jest dostępne w Bibliotece Narodowej w Warszawie.